# نوشته‌های مرموز
| بررسی انتقادی                    | بررسی انتقادی |
| منبع                             | رتبه‌بندی      |
| -------------------------------- | ------------- |
| آل‌میوزیک                         | [ ۲ ]         |
| Collector's Guide to Heavy Metal | ۷/۱۰          |
| لس آنجلس تایمز                   | [ ۴ ]         |
| Metal Forces                     | ۷/۱۰          |
| Rock Hard                        | ۸/۱۰          |
| رولینگ استون                     | [ ۷ ]         |
| راهنمای آلبوم رولینگ استون       | [ ۸ ]         |
| آنکات                            | [ ۹ ]         |

نوشته‌های مرموز (به انگلیسی: Cryptic Writings) هفتمین آلبوم استودیویی گروه ترش متال آمریکایی مگادث است که در ۱۷ ژوئن ۱۹۹۷ به‌وسیلهٔ کپیتال رکوردز  منتشر شد. این آخرین آلبوم استودیویی گروه با حضور درامر نیک منزا بود. خروج او پایانی بر ماندگارترین ترکیب گروه تا به امروز، با ضبط چهار آلبوم استودیویی بود. مگادث تصمیم گرفت این اثر را با دن هاف در نشویل، تنسی تهیه کند، زیرا آن‌ها از تهیه‌کننده قبلی خود مکس نرمن راضی نبودند. سبک اشعار به‌منظور فراگیرتر کردن موسیقی برای مخاطبان بیشتر تغییر یافت. این تغییرات با نظرات متفاوتی از سوی منتقدان موسیقی مواجه شد؛ آن‌ها اشاره کردند که گروه از ریشه‌های ترش متال خود دور شده است.